# Bellpui
Bellpui – miejscowość w Hiszpanii, w Katalonii, w prowincji Lleida, w comarce Alt Urgell, w gminie Les Valls d'Aguilar.
Według danych INE z 2010 roku miejscowość zamieszkiwało 16 osób.